# تجريف

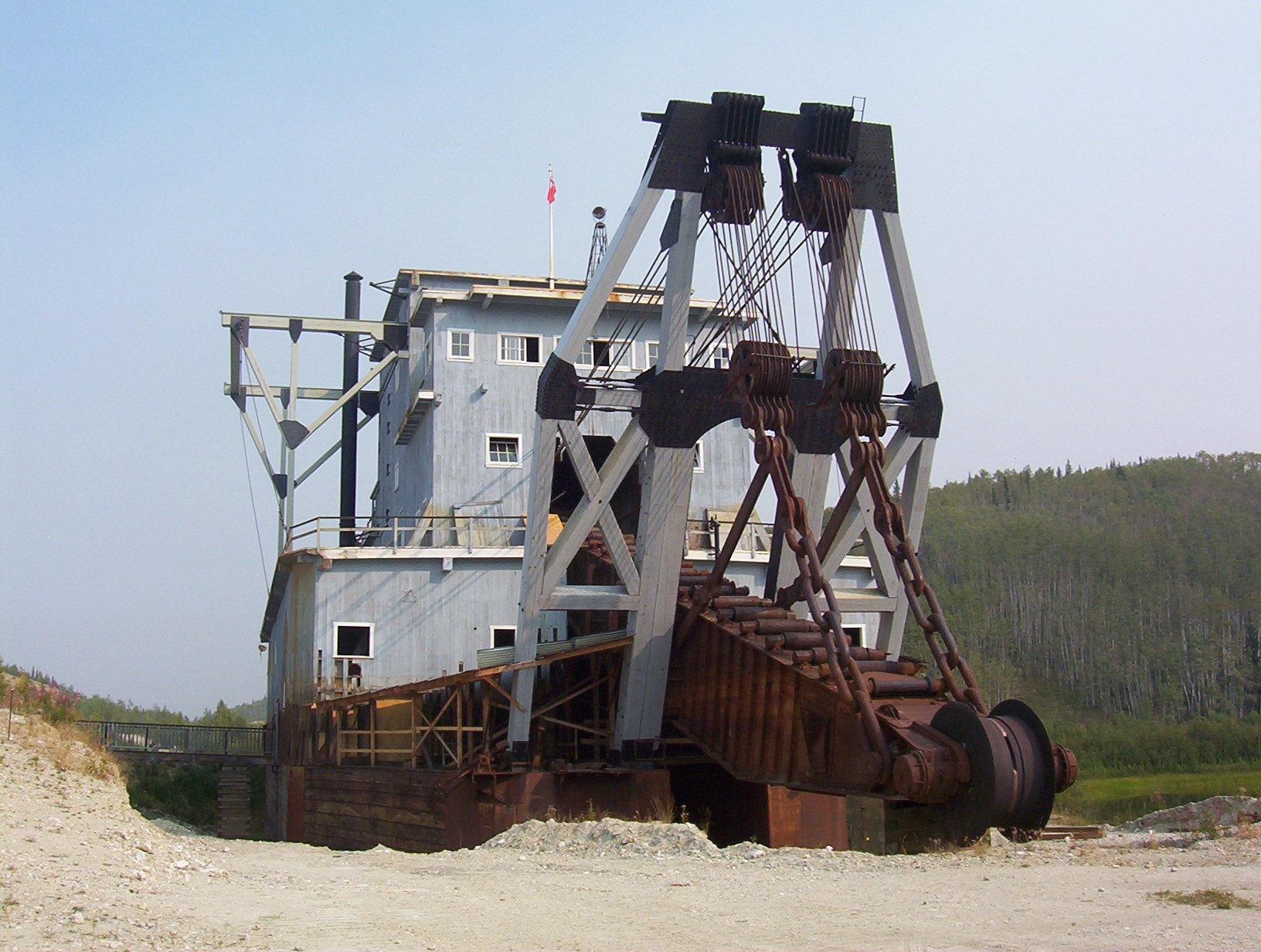
جرافة تعمل بنظام نقل الطمي بالبساط المتحرك

التجريف أو الكَرْي ويكون ذلك باستخدام الجرافة المائية وتسمى الكَرَّاءَة أو الكرَّاكة، هي نوع من أنواع أعمال الحفريات التي تجري على الغالب تحت الماء في مناطق البحار الضحلة أو في مناطق المياه العذبة بغرض تجميع الطمي المترسب ورميه في مكان آخر بأهداف تسهيل عمليات الملاحة للسفن ومنع ارتطام قاعها بقعر المسطح المائي.
الجرافة هي آلة للقيام بعملية التجريف وسحب الرمال من قعر المسطح المائي. وتكون على الغالب على شكل سفينة طافية على سطح الماء.
الكَرَّاءَة أو الجرافة المائية هي جهاز مجهز لحفر الطين والرمل والصخور والرسوبيات الأخرى من قاع المجاري المائية.

## التأثيل

### كراءة
الكَرَّاءة اسم آلة على وزن فَعَّالة من الفعل كَرَى، جاء في المعجم الوسيط: كَرَى النهرَ كَرْيًا: حفر فيه حفرة جديدة.

### كراكة
الكرَّاكة: آلةٌ تطَهَّرُ بها الأَنْهرُ والقَنوات العظيمة مما ترسَّب فيها من رمل أَو طين طارئ، وهي كلمة دخيلة،، ويبدو أن أصلها من carraca الإسبانية وهو نوع من السفن لنقل البضائع.

## أسباب التجريف
- يتراكم الكثير من الرمال والطمي في الخلجان التي تصب فيها الأنهار الكبيرة والصغيرة. فمثلاً منذ عام 1986 وحتى عام 1996 كانت كميات الرمال التي تتجمع في خليج طوكيو على مدى السنوات العشرة تتراوح بين سماكة 0.5 سم إلى 5.1 سم سنوياً. حيث يتوقع أن كميات الرمال التي تصب في الخليج سنوياً تقدر بحوالي 420 ألف متر مكعب سنوياً.[4]
- هناك حاجة من أجل توسيع مناطق الموانئ في مناطق المياه الضحلة من أجل تخديم سفن أكبر حجماً تحتاج أعماق ملاحة أكبر.

## آلية عمل الجرافة
الجرافة سفينة لها مغرفة من نوع ما لالتقاط المواد، وآلية تشبه الرافعة لرفع المغرفة بحمولتها وتفريغها. تتكون وحدة التجريف الكاملة عادة من الجرافة نفسها، ومن قوارب النفايات، وزورق سريع، وقوارب الإمداد بالمياه والوقود، ورافعة لإرساء المراسي.
تثبت الجرافة بعد تعويمها فوق موقع العمل، بوساطة أعمدة ثقيلة تهبط من خلال فتحات في الجرافة وترتكز على قاع المجرى المائي. وهناك عادة ثلاثة أعمدة، عمودان عند طرف المغرفة، وآخر في مؤخرة الجرافة. تصنع هذه الأعمدة التي قد يبلغ طولها 21 متراً من العوارض الخشبية التي يبلغ مساحة مقطعها نحو 100سم، أو من الأنابيب الثقيلة جداً. تكون الأعمدة ذات رأس مستدق كي تخترق القيعان الصلبة، ويمكن تزويدها بنعال ذات مساحات مختلفة من أجل القيعان اللينة. تثبت الجرافة في موقعها في حال القيعان اللينة جداً، بوساطة المراسي فقط.
بعد أن تزيل الجرافة جميع المواد التي يمكن أن تصل إليها، ترفع الأعمدة، وتحرك الجرافة قدماً مسافة 1.5 إلى 3 أمتار إلى الموقع التالي عن طريق السحب أو القطر.

## أنواع سفن التجريف
هناك أنواع كثيرة من سفن التجريف منها:

### تجريف بواسطة النزع
- طريقة النزع تقوم بتعبئة الدلو (يكون على شكل فكين) بالرمل وتجميعه في السفينة.
- لأن النزع يتم عند أماكن محددة فيصبح قاع البحر بشكل مموج.
- من الصعب تسوية قاع البحر بشكل مستوي
- بسبب أن عملها ليس آلياً فيجب تحديد منطقة العمل ومنع السفن الأخرى من دخولها أثناء التجريف.
- تكون مساحة العمل التي تشغلها صغيرة.

### تجريف بنظام الدلاء المتحركة

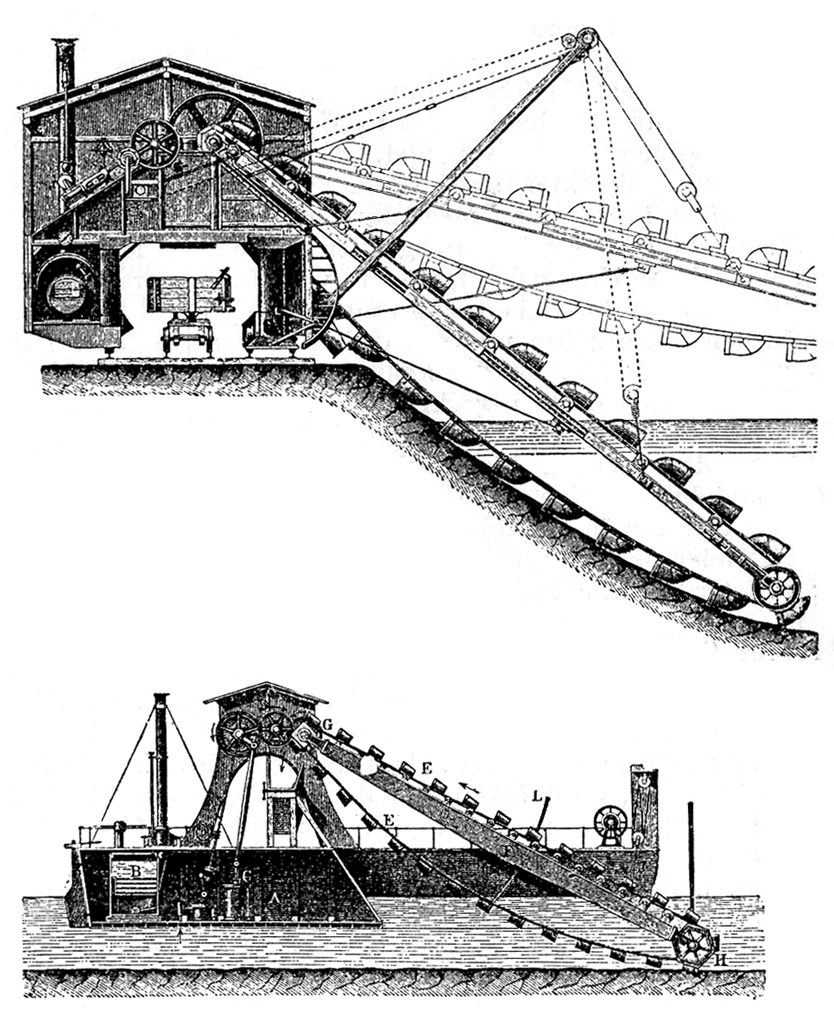
تجريف بالدلاء المتحركة

- تعمل بنظام تدوير عدد من الدلاء بشكل دوري وجرف الرمال من قاع البحر بشكل منتظم.
- تستطيع هذه الطريقة بشكل نسبي جرف كمية كبيرة من الرمال بالإضافة إلى أن قاع البحر يكون مستوياً.
- بسبب تأرجح السفينة العاملة بهذه الطريقة بشدة فإنه يجب إنزال المرساة، وتحديد مكان العمل ومنع مرور السفن الأخرى في منطقة العمل.

### تجريف بنظام الجر
إن سفينة الجر هي سفينة تجريف رمال تتحرك بواسطة مروحة وأثناء حركتها تقوم مضخة نفاثة موصولة بأنبوب يمس قاع البحر بشفط الرمال، يتم شفط الرمال الملامسة لرأس الأنبوب ونقلها إلى خزان الطمي في السفينة حيث تجمع هناك. وعندما يمتلئ الخزان يتم الانتقال إلى منطقة البحر المفتوح وهناك يفتح صمام موجود في قاع السفينة وترمى الرمال الموجودة في خزانها خارجاً.
يفضل استخدام سفينة التجريف بالجر في تجريف طرق الملاحة في حال تم تأمين مكان التخلص من الرمال في البحر المفتوح حيث أنه في حالة سفينة المضخة فإنه يجب إنزال المرساة الخاصة بعمل السفينة ضمن منطقة طريق الملاحة، بالإضافة إلى أنها قد تسبب الضرر للسفن الأخرى العابرة للطريق بسبب حركة جسم السفينة أو الرمال. بالإضافة إلى أنه يفضل رمي الرمال في البحر المفتوح لأنه يكون أقل تأثيراً على البيئة من رمي الرمال على اليابسة.
إلا أن المسافة الواجب قطعها حتى مكان رمي الرمال في البحر المفتوح بعيدة كثيرة عن مكان أعمال التجريف، ولضرورة المرور ضمن طريق الملاحة الضيق بشكل آمن يجب خفض سرعة ملاحة سفينة الجر. وعليه وبما أن مكان رمي الرمال بعيد عن المجرى العلوي حيث تجري عمليات التجريف فإن كلفة وحدة أعمال التجريف ورمي الرمال سوف ترتفع.
إن سفينة الجر لا تستخدم مرساة وبسبب أن التجريف يتم فقط بقوة الشفاط الدوار فإنه لا يمكن التجريف فيما حول الأجسام الكبيرة أو عند الأماكن ذات الزوايا الحادة أو القائمة التي تصادف في الميناء لذلك تنخفض كفاءة العمل بشدة، ويكون هناك الكثير من كميات الرمل المتبقي. وفي حال استخدامها من أجل تجريف رمال قاسية فإن رأس الشفط قد يعلق في أخدود ويكون من الصعب شفط الرمال المتبقية على الحواف العليا للأخدود.
وبالنظر من ناحية التكلفة، فإنه باستخدام سفينة جر ذات حجم كبير ومع أن مكان رمي الرمال بعيد إلا أنه يمكن تخفيض كلفة العمل، إلا أن هكذا سفينة ستحتاج إلى عمق إبحار يصل إلى 10 أمتار عندما تكون ممتلئة، وحتى عندما تكون فارغة فإنها تحتاج إلى عمق إبحار 8 أمتار وعلى اعتبار أن عمق المياه الحالي في منطقة الجريان العلوي هي أقل من 8 أمتار فإنه يتوقع عدم إمكانية إبحار السفينة في تلك المنطقة بحرية.

### تجريف بنظام الشفط أو المضخة

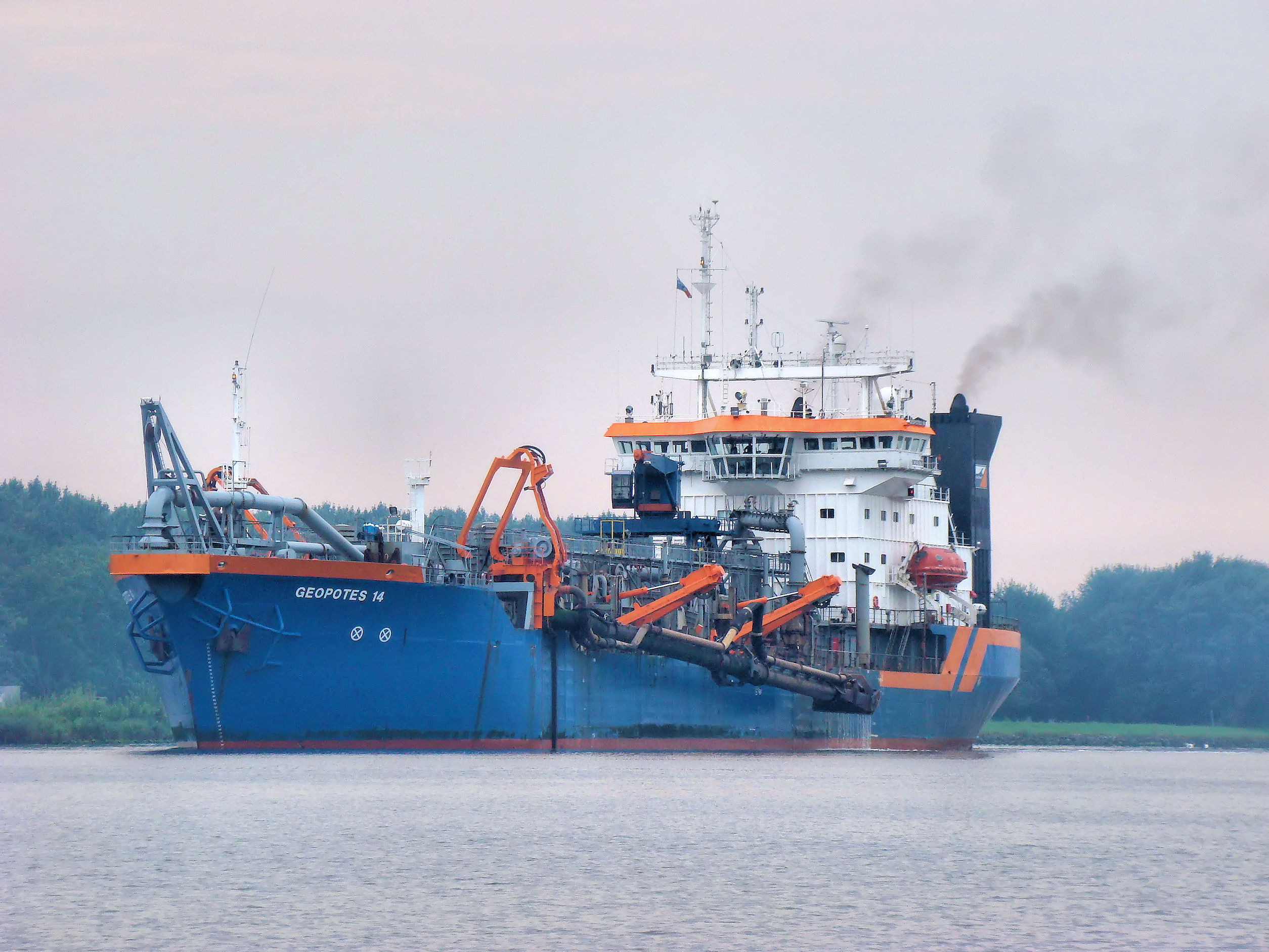
سفينة Geopotes 14 إحدى أكبر سفن التجريف العاملة بنظام الشفط بالعالم، اسمها من اللاتينية والذي يعني «التي تشرب الأرض».

- عبارة عن سفينة تجريف رمال تعمل على مضخة، كما يوجد على ظهر السفينة حاوية (لتجميع الطمي) حيث تقوم بتجميع الرمل في ذات السفينة.
- تستخدم من أجل تجريف الرمل الناعم.
- تكون جودة سطح التجريف عالية.

إن استخدام سفينة المضخة في تنفيذ أعمال تجريف الرمل وردم البحر برمال التجريف هو عملية اقتصادية ذات كفاءة عالية. يضاف إلى جسم السفينة العادية عمودين يسميان «سباد» وتتم عملية التجريف بواسطة السلك المتأرجح الموضوع على جانبي السفين اليميني واليساري.
عادة ما يتم ضخ الرمال لردم أمكنة رمي الرمال التم تم بنائها على الشواطئ ونقلها إلى هناك باستخدام أنابيب نقل الرمال التي تمد فوق البحر أو ضمن البحر. هناك حاجة لتأمين أماكن ردم كبيرة بسبب خصائص رمال

## اختيار طريقة العمل، وآلات التجريف
عند القيام باختيار طريقة العمل ونوعية آلات التجريف يجب مراعاة النقاط التالية:
1. كمية الأعمال وفترة العمل
2. نوعية التربة الواجب تجريفها، ارتفاع طبقة المنطقة، جريان المياه، الأمواج، حالة الطقس وغيرها من العوامل التي تؤثر على كفاءة سفن التجريف
3. أمكنة التخلص من الرمال المجرفة وآحجام الأماكن
4. احتياطات تخفيف الآثار البيئية
5. سهولة تزويد الوقود وأسعاره

## أعمال القياسات قبل تنفيذ أعمال التجريف

### الكشف المغناطيسي
قبل البدء بتنفيذ الأعمال، تجري أعمال الكشف المغناطيسية لمناطق التجريف من أجل تأمين إجراء الأعمال بشكل آمن، حيث من الضروري البحث عن الأجسام المعيقة والخطرة المستقرة في قاع البحر وإزالتها. يتم استقصاء الاستوائية داخل منطقة الكشف باستخدام سفينة مجهزة بنظام GPS.
يتم الحصول على بيانات عن كمية المغناطيسية (غاوس/سم مربع)، درجة العمق تحت الأرض، المكان من البيانات التي تم الحصول عليها بنتيجة استقصاء الاستوائية. إذا ما تم اكتشاف خلل يقدر بقيمة (10 غاوس / سم مربع) يتم إجراء كشف غاطس وإزالة الجسم المعيق.

### الكشف الغاطس
يتم إجراء الكشف الغاطس في حال تم اكتشاف أجسام غريبة. يتم التأكد من وجود الجسم الغريب باستخدام سفينة الاكتشاف المزودة بجهاز GPS حيث توضع راية في مكان اكتشاف الجسم المغناطيسي الغريب. وهنا يقوم الكشف المغناطيسي بإنزال غطاس يحمل جهاز كشف مغناطيسي في مكان الراية، ويقوم بالبحث ضمن مناطق صغيرة يكون أبعادها عادة حوالي 1.5 متر إلى 2 متر، وتكون منطقة الكشف العظمى بنصف قطر يعادل 15 متر.
أما في حال اكتشاف أجسام قابلة للانفجار أو غيرها من الأجسام الخطرة يتم إيقاف العمل بشكل فوري ويتم طلب التعامل مع الأجسام المتفجرة من قبل وحدات القوات المسلحة المختصة بالمتفجرات.

### أعمال القياسات الأولية
قبل البداية بأعمال التجريف، يتم إجراءات قياسات الأعماق للمناطق التجريف من أجل التأكد من كمية الأعمال.وفي حال أن التجريف سيتم على طريق ملاحة ضيق وطويل، فإنه من المفضل إجراء القياسات بشكل مستعرض، حيث أنه مؤخراً أصبح من الممكن إجراء القياسات بشكل مستعرض بشكل دقيق وسريع وفي اتجاه الناظم وذلك بمزج جهاز قياس الأعماق مع جهاز GPS. وإذا ما تم استخدام نظام القياس هذا في قياس شكل الأخاديد أثناء العمل، فسيكون من الممكن الحصول على تحكم ذو جودة عالية في الوقت الحقيقي للعمل. ومن أجل مراقبة التأثيرات البيئية، وأعمال رمي التربة، فمن الضروري إجراءات قياسات أيضاً لأمكنة الردم على اليابسة وأمكنة رمي الأتربة في البحر المفتوح.

## رمي المواد
يخرج نتيجة عملية التجريف كميات كبيرة من الرمال والطمي التي يكون هناك حاجة للتخلص منها. تلجأ العديد من الدول مثل اليابان إلى استخدام هذه المواد في ردم البحر وإنشاء مناطق توسع عمرانية لليابسة. كما أن عدد من دول شرق آسيا تجري أبحاث للاستفادة من هذه المواد في تصنيع الآجر والإسمنت. أما عند عدم الحاجة لهذه المواد من أجل إعادة الاستخدام فمن الممكن التخلص منها بردم الحفر العميقة في قيعان البحار.